# Pedro Bicalho
Pedro Henrique Rodrigues Bicalho, conhecido simplesmente como Pedro Bicalho (São José dos Campos, 23 de abril de 2001), é um futebolista brasileiro que atua como meio-campista. Atualmente joga pelo Santa Clara de Portugal por empréstimo do Palmeiras.

## Carreira
Nascido em São Paulo, o jogador foi revelado pelo São José Esporte Clube de São José dos Campos, chegou a jogar pelo Cruzeiro, mas foi para as categorias de base do Palmeiras no final de 2020. Já no ano de 2021, o atleta teve chances em jogos no elenco profissional.
Em 2022 em acordo de empréstimo até julho de 2023, Pedro Bicalho se transfere para o Santa Clara de Portugal.

## Títulos
Palmeiras
- Campeonato Paulista: 2022
- Campeonato Brasileiro: 2022